# Emmanuel Biron

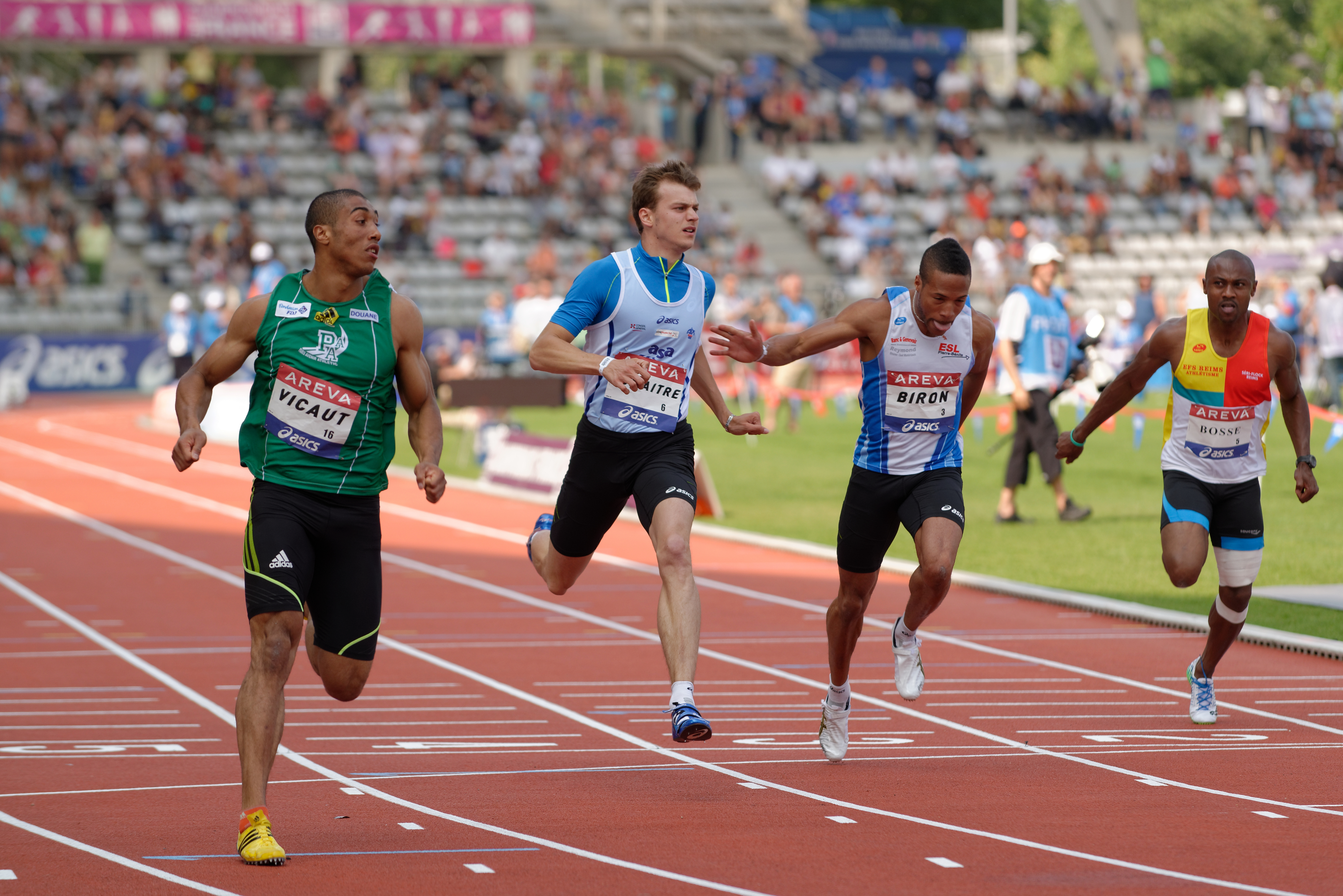
100-Meter-Endlauf bei den französischen Meisterschaften 2013, Biron ist Zweiter von rechts

Emmanuel Biron (* 29. Juli 1988 in Lyon) ist ein französischer Sprinter.
Bei den U23-Europameisterschaften 2009 in Kaunas gewann er Silber in der 4-mal-100-Meter-Staffel.
2012 wurde er bei den Hallenweltmeisterschaften in Istanbul Sechster über 60 Meter. Bei den Europameisterschaften in Helsinki erreichte er über 100 Meter das Halbfinale und gewann mit der französischen 4-mal-100-Meter-Stafette Bronze.
Im Jahr darauf wurde er bei den Halleneuropameisterschaften 2013 in Göteborg Achter über 60 Meter und siegte bei den Mittelmeerspielen über 100 Meter. Bei den Weltmeisterschaften in Moskau schied er mit der französischen 4-mal-100-Meter-Stafette im Vorlauf aus, und bei den Spielen der Frankophonie siegte er über 100 Meter.
2015 wurde er bei den Halleneuropameisterschaften in Prag Siebter über 60 Meter und kam bei den Weltmeisterschaften in Peking in der 4-mal-100-Meter-Staffel auf den fünften Platz.

## Persönliche Bestleistungen
- 60 m (Halle): 6,60 s, 25. Februar 2012, Aubière
- 100 m: 10,17 s, 17. Juli 2015, Monaco
- Weitsprung: 7,96 s, 5. Juli 2009, Bondoufle